# Starrcade 1994
Starrcade '94: Triple Threat è stata un'edizione dell'annuale evento pay-per-view Starrcade. Fu il settimo Starrcade prodotto dalla World Championship Wrestling (WCW). Lo show si tenne il 27 dicembre 1994 nel Nashville Municipal Auditorium di Nashville (Tennessee); è il primo Starrcade al quale partecipò Hulk Hogan.

## Evento
Nel programma dello show era originariamente compreso anche The Honky Tonk Man, che avrebbe dovuto sfidare Johnny B. Badd per il titolo WCW World Television Championship, ma egli lasciò la federazione pochi giorni prima dell'evento. Al suo posto la WCW scelse Arn Anderson come sfidante di Badd. All'epoca dello show, gli Harlem Heat avevano già vinto i WCW World Tag Team Championship, ma il match non era stato ancora trasmesso in televisione e quindi la coppia non fu annunciata come campione in carica e non indossò le cinture, per mantenere l'illusione che non avessero ancora vinto i titoli tag team.

## Risultati
| N. | Risultati                                                                                                 | Stipulazione | Durata |
| -- | --- | --- | ------ |
| 1  | Vader sconfigge Jim Duggan (c)                                                                            | Single match per il WCW United States Championship                                                                             | 12:06  |
| 2  | Alex Wright sconfigge Jean-Paul Levesque                                                                  | Single match | 14:03  |
| 3  | Johnny B. Badd (c) sconfigge Arn Anderson                                                                 | Single match per il WCW World Television Championship (Anderson sostituì The Honky Tonk Man, che aveva appena lasciato la WCW) | 12:11  |
| 4  | The Nasty Boys (Brian Knobbs & Jerry Sags) sconfiggono Harlem Heat (Booker T & Stevie Ray) per squalifica | Tag team match | 17:49  |
| 5  | Mr. T sconfigge Kevin Sullivan                                                                            | Single match | 03:50  |
| 6  | Sting sconfigge Avalanche per squalifica                                                                  | Single match | 15:26  |
| 7  | Hulk Hogan (c) sconfigge The Butcher                                                                      | Single match per il WCW World Heavyweight Championship                                                                         | 12:07  |